# Districte de Namaacha
El districte de Namaacha és un districte de Moçambic, situat a la província de Maputo. Té una superfície de 2.144 kilòmetres quadrats. En 2007 comptava amb una població de 41.954 habitants. Limita al nord amb el districte de Moamba, a l'oest amb Sud-àfrica i Swazilàndia, al sud el sud-est amb el districte de Matutuíne i a l'est amb el districte de Boane.

## Divisió administrativa
El districte està dividit en dos postos administrativos (Changalane i Naamacha), compostos per les següents localitats:
- Posto Administrativo de Changalane:
  - Changalane
  - Goba Estação
  - Mahelane
  - Michangulene
- Posto Administrativo de Namaacha:
  - Vila da Namaacha
  - Chimuchuanine
  - Impaputo
  - Mafuiane
  - Matsequenha